# 208 (число)
208 (Дві́сті ві́сім) — натуральне число між 207 та 209.
- 208 день в році — 27 липня (у високосний рік 26 липня).

## У математиці
- щасливе число

## В інших галузях
- 208 рік;
- 208 до н. е.
- Об'єкт Юнеско № 208 — Баміанська статуя Будди в Афганістані.
- В Юнікоді 00D016 — код для символу «?» (Latin Capital Letter Eth).
- NGC 208 — спіральна галактика (Sa) в сузір'ї Риби.
- ТК-208 «Дмитро Донський» — важкий ракетний підводний крейсер стратегічного призначення проекту 941 «Акула».